# Oldtimer Museum Rügen

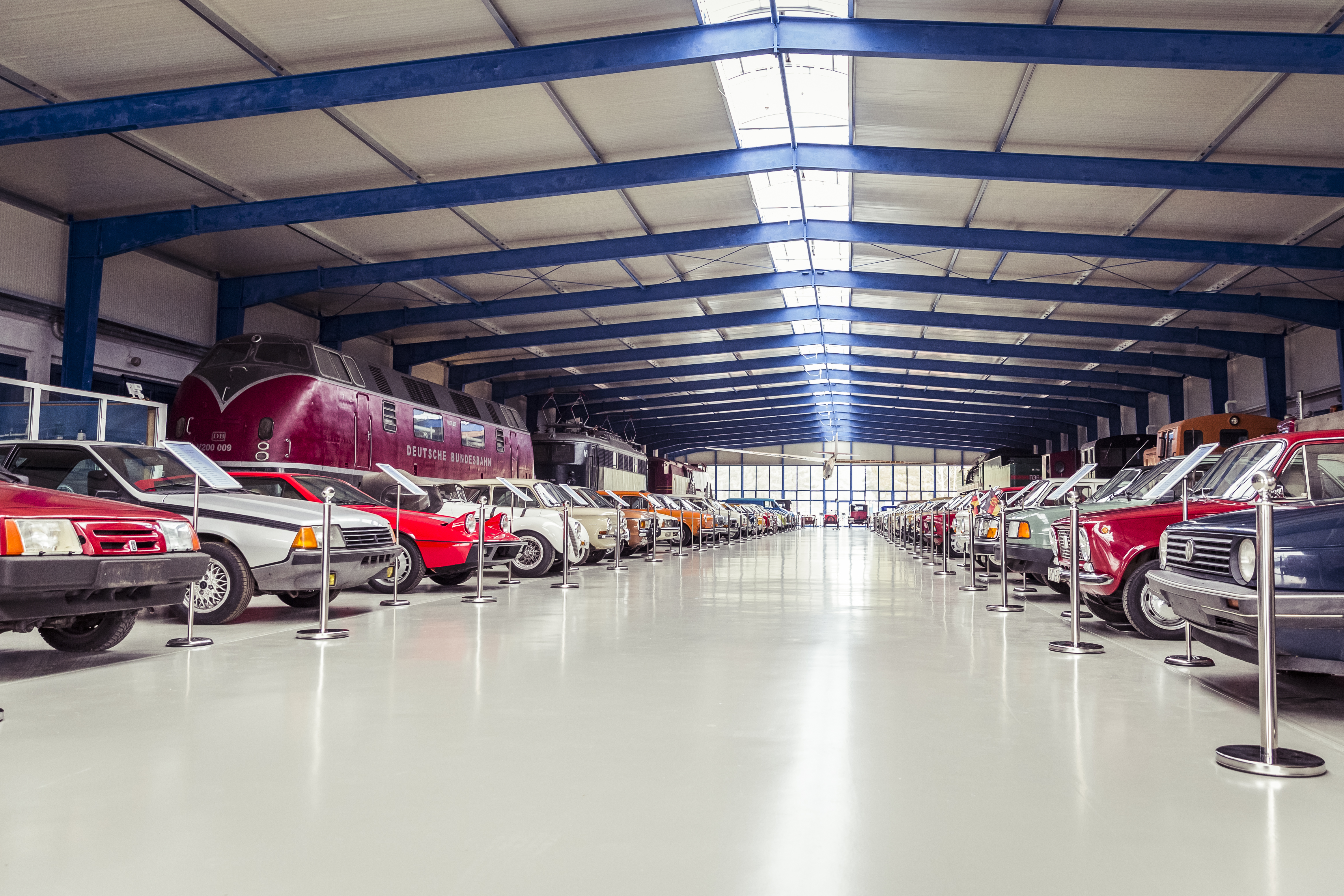
40 Jahre geteilte Automobilgeschichte von 1949 bis 1989

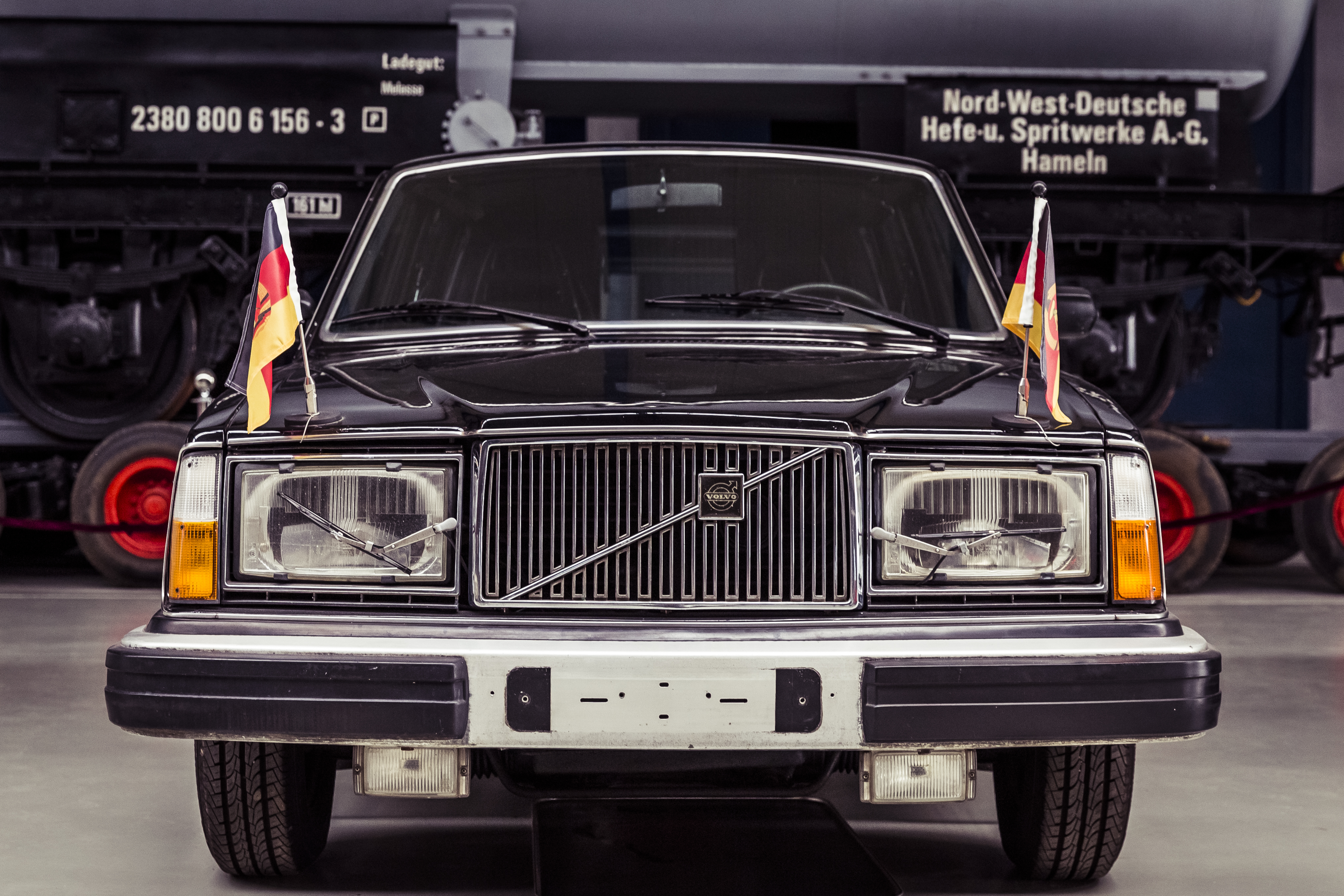
DDR-Staatskarosse - Volvo 264 TE

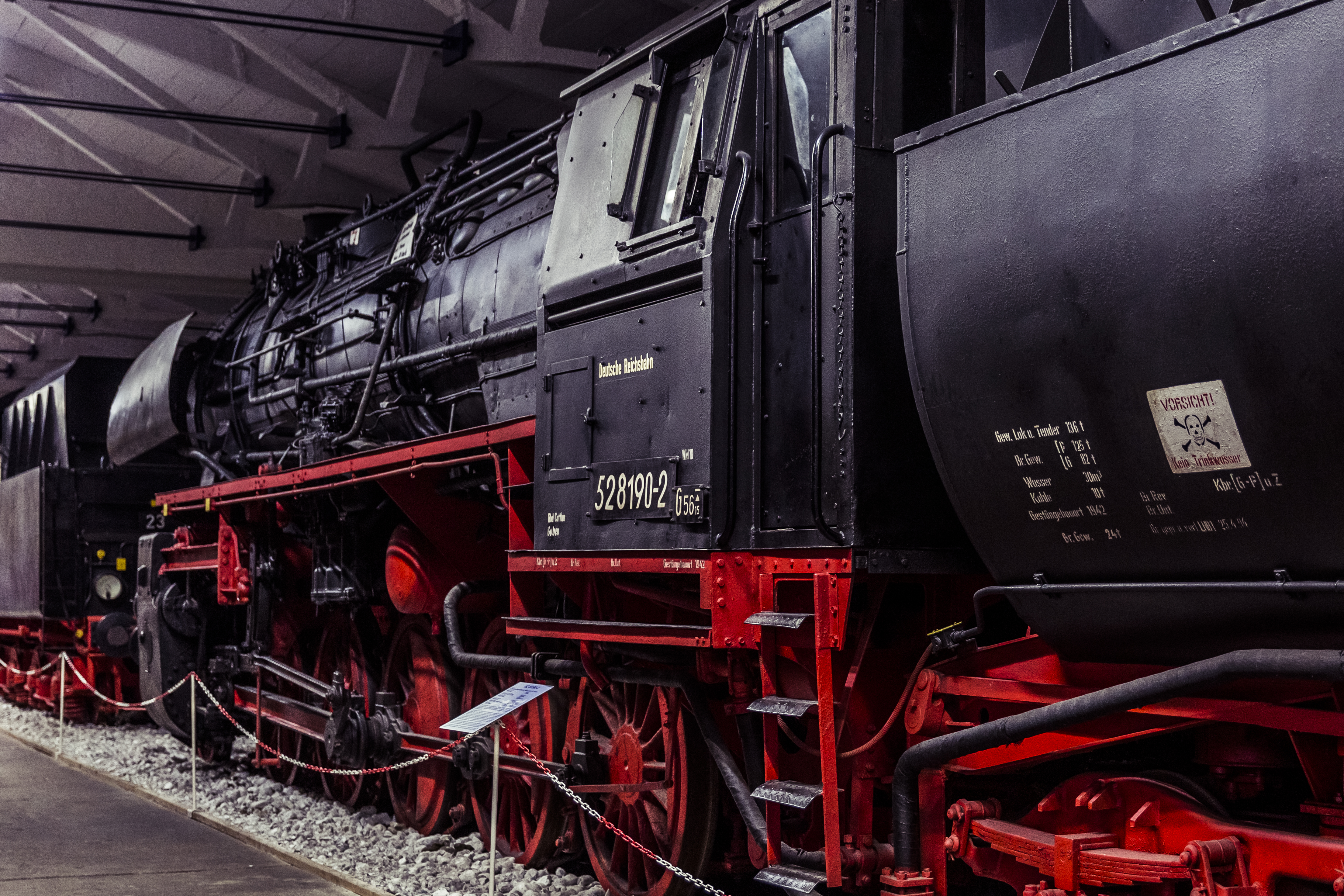
Güterzuglok BR 52

Das Oldtimer Museum Rügen, vorher Eisenbahn & Technik Museum Rügen, ist ein Auto- sowie ein Eisenbahnmuseum unweit des denkmalgeschützten KdF-Baus Prora auf Rügen. In der Nähe des Bahnhofs Prora an der Strecke Lietzow–Binz sind seit 1994 in einer 10.000 m² großen Halle und auf einem Freigelände zu besichtigen:
- Lokomotiven und andere Exponate insbesondere der Deutschen Reichsbahn, aber auch anderer Bahnverwaltungen:
  - 03 002, verkleidet wie 03 193 mit einer vom Reichsbahnausbesserungswerk Meiningen nachgefertigten Stromschalenverkleidung.
  - 44 397 mit der im gemeinsamen Baureihenschema von DR und DB gültigen EDV-Nummer 044 397-8
  - 50 3703, ehemals 50 877
  - ÖBB 1018, bei der E18.204 handelt es sich um eine von den BBÖ 1937 für den Einsatz auf der Westbahn (Österreich) bei der Lokomotivfabrik Floridsdorf bestellten E-Lok adaptierung der DR-Baureihe E 18.
  - sowjetische Dampflokomotive P36-123
  - DB-Straßenroller mit einer Kaelble-Zugmaschine Typ K633
  - Dampfschneeschleuder
- Pkw (nicht nur DDR-Fabrikate)
- Lkw
- Feuerwehrfahrzeuge, z. B. der Marken Magirus-Deutz und IFA